# 掛川康典
掛川 康典（かけがわ やすのり、1972年 - ）は、日本の映像作家。群馬県出身。

## 概要
日本大学芸術学部美術学科卒業。ミュージック・ビデオCMドキュメンタリー舞台映像演出などを手がけている。
1996年よりteevee grapicsに参加。2010年より映像制作会社 祭(MAZRI)に所属。
ROBERT ASHLEYオペラ『DUST』UA全国ツアー、空の小屋、SUNの映像を制作。
2015年に東京都現代美術館で開催された山口小夜子『山口小夜子 未来を来る人』に参加。

## 監督した主なMV
- ORIGINAL LOVE - 「R&R」
- 中村一義  - 「ショートホープ」「君の声」
- レミオロメン - 「電話」
- フジファブリック - 「モノノケハカランダ」「若者のすべて」「STAR』
- UA - 「泥棒」「The color of empty sky」
- YUKI - 「66db」
- 平井堅  - 「哀歌（エレジー」
- 布袋寅泰 - 「IDENTITY」「弾丸ロック」
- RADWIMPS - 「おしゃかしゃま」「タユタ」「叫べ」
- 鬼束ちひろ - 「私とワルツを」
- Superfly - 「Ah」「あぁ」「Morris」
- 凛として時雨 - 「illusion is mine」
- 9mm Parabellum Bullet -「Answer And Answer」
- オワリカラ - 「"踊るロールシャッハ (Odoru Rorschach)"」
- 岡村と卓球 -  「come baby」
- BENNIE K - 「Doggy Love / with GIPPER (NORA)」「Joy Trip」「Music Traveler / with SOFFet」「モノクローム」「HI-EXPLOSION / with DJ HI-KICK」
- BENNIE BECCA - 「Dreamer」「KAMINARI GIRL」
- ASA-CHANG & 巡礼 - 「背中」「カな」
- PELICAN FANCLUB - 「Telepath Telepath」
- a flood of circle - 「花」
- MUCC - 「睡蓮」
- 米津玄師 - 「WOODEN DOLL」
- 松室政哉 - 「毎秒、君に恋してる」
- 市來 玲奈×掛川康典 - 「世界の果てを目指す」
- nano.RIPE - 「セラトナ」「ナンバーゼロ」
- flumpool - 「夏よ止めないで〜You're Romantic〜」
- 榎本くるみ - 「未来記念日」
- HY+BIGMAMA - 「シンクロニシティ」
- HOME MADE 家族 - 「つないでいこう」